# 江苏省历史文化名城
- 第一批江苏省历史文化名城（1995年公布，共2个）：高邮市（已升格为国家级历史文化名城）、泰州市（已升格为国家级历史文化名城）。

- 第二批江苏省历史文化名城（2001年公布，共3个）：常州市（已升格为国家级历史文化名城）、兴化市（已升格为国家级历史文化名城）、江阴市。

- 增补（2005年公布，共1个）：无锡市（已升格为国家级历史文化名城）。

- 增补（2008年公布，共1个）：宜兴市（已升格为国家级历史文化名城）。

- 增补（2009年公布，共1个）：南京市高淳区。

- 增补（2012年公布，共1个）：如皋市。

- 增补（2020年公布，共1个）：连云港市。